# FK Tcheliabinsk
Maillots
Le Futbolny klub Tcheliabinsk (russe : Футбольный клуб «Челябинск») est un club de football russe fondé en 1977 et basé à Tcheliabinsk.
Il évolue continuellement en troisième division russe depuis la saison 1998.

## Histoire
Fondé en 1977 sous le nom Strela, le club n'intègre le niveau professionnel qu'à partir de 1989, date à laquelle il devient le Zénith.
Après la dissolution de l'Union soviétique, le club est intégré dans la nouvelle deuxième division russe en 1992, où il se maintient jusqu'en 1993. Après un passage en championnat amateur entre 1994 et 1996, il retrouve le football professionnel en remontant successivement en quatrième puis en troisième division, où il évolue depuis 1998. Le Zénith connaît par ailleurs un nouveau changement de nom en 2009, devenant le Tcheliabinsk.

## Bilan sportif

### Palmarès
| Compétitions nationales |
| --- |
| - Coupe de Russie - Huitièmes de finale : 2009. - Championnat de Russie de D2 - Douzième : 1992. - Championnat de Russie de D3 - Deuxième : 2018 et 2020. |

### Classements en championnat
La frise ci-dessous résume les classements successifs du club en championnat.

### Bilan par saison
Légende
- Promotion en division supérieure
- Relégation en division inférieure

| Saison      | Championnat       | Championnat | Championnat | Championnat | Championnat | Championnat | Championnat | Championnat | Championnat | Championnat | Coupe de Russie     |
| Saison      | Division          | Pos         | Pts         | J           | V           | N           | D           | BP          | BC          | Diff        | Coupe de Russie     |
| ----------- | ----------------- | ----------- | ----------- | ----------- | ----------- | ----------- | ----------- | ----------- | ----------- | ----------- | ------------------- |
| 1989 (URSS) | 3e Zone 2         | 19e         | 25          | 42          | 10          | 5           | 27          | 30          | 73          | -43         | —                   |
| 1990 (URSS) | 4e Zone 7         | 6e          | 39          | 32          | 16          | 7           | 9           | 48          | 30          | +18         | —                   |
| 1991 (URSS) | 4e Zone 7         | 6e          | 56          | 42          | 25          | 6           | 11          | 74          | 45          | +29         | —                   |
| 1992        | 2e Centre         | 12e         | 30          | 34          | 10          | 10          | 14          | 44          | 58          | -14         | —                   |
| 1993        | 2e Centre         | 19e         | 22          | 38          | 7           | 8           | 23          | 40          | 84          | -44         | 256es de finale     |
| 1994        | Régionale         | 1er         | Inconnu     | Inconnu     | Inconnu     | Inconnu     | Inconnu     | Inconnu     | Inconnu     | Inconnu     | —                   |
| 1995        | 5e Oural          | 1er         | Inconnu     | Inconnu     | Inconnu     | Inconnu     | Inconnu     | Inconnu     | Inconnu     | Inconnu     | 128es de finale     |
| 1996        | 5e Oural          | 1er         | 36          | 14          | 12          | 0           | 2           | 48          | 7           | +41         | —                   |
| 1997        | 4e Zone 5         | 3e          | 66          | 34          | 19          | 9           | 6           | 55          | 27          | +38         | —                   |
| 1998        | 3e Oural          | 7e          | 53          | 34          | 15          | 8           | 11          | 45          | 32          | +13         | —                   |
| 1999        | 3e Oural          | 3e          | 57          | 30          | 16          | 9           | 5           | 46          | 28          | +18         | 64es de finale      |
| 2000        | 3e Oural          | 7e          | 46          | 30          | 14          | 4           | 12          | 50          | 47          | +3          | 128es de finale     |
| 2001        | 3e Oural          | 7e          | 47          | 30          | 12          | 11          | 7           | 43          | 24          | +19         | 256es de finale     |
| 2002        | 3e Oural          | 7e          | 49          | 28          | 16          | 1           | 11          | 31          | 26          | +5          | 128es de finale     |
| 2003        | 3e Oural-Povoljié | 8e          | 57          | 38          | 16          | 9           | 13          | 46          | 41          | +5          | 128es de finale     |
| 2004        | 3e Oural-Povoljié | 13e         | 44          | 36          | 11          | 11          | 14          | 40          | 50          | -10         | 256es de finale     |
| 2005        | 3e Oural-Povoljié | 8e          | 52          | 36          | 16          | 4           | 16          | 41          | 48          | -7          | 256es de finale     |
| 2006        | 3e Oural-Povoljié | 8e          | 34          | 24          | 11          | 1           | 12          | 36          | 33          | +3          | 256es de finale     |
| 2007        | 3e Oural-Povoljié | 3e          | 51          | 26          | 16          | 3           | 7           | 44          | 20          | +24         | 256es de finale     |
| 2008        | 3e Oural-Povoljié | 7e          | 55          | 34          | 16          | 7           | 11          | 49          | 31          | +18         | 256es de finale     |
| 2009        | 3e Oural-Povoljié | 5e          | 53          | 30          | 15          | 8           | 7           | 49          | 18          | +31         | 128es de finale     |
| 2010        | 3e Oural-Povoljié | 6e          | 45          | 26          | 13          | 6           | 7           | 37          | 28          | +9          | Huitièmes de finale |
| 2011-2012   | 3e Oural-Povoljié | 5e          | 64          | 39          | 17          | 13          | 9           | 42          | 28          | +14         | 32es de finale      |
| 2011-2012   | 3e Oural-Povoljié | 5e          | 64          | 39          | 17          | 13          | 9           | 42          | 28          | +14         | 128es de finale     |
| 2012-2013   | 3e Oural-Povoljié | 4e          | 50          | 28          | 14          | 8           | 6           | 42          | 23          | +19         | 128es de finale     |
| 2013-2014   | 3e Oural-Povoljié | 4e          | 44          | 27          | 13          | 5           | 9           | 45          | 25          | +20         | 128es de finale     |
| 2014-2015   | 3e Oural-Povoljié | 4e          | 40          | 25          | 12          | 4           | 9           | 27          | 22          | +5          | 128es de finale     |
| 2015-2016   | 3e Oural-Povoljié | 5e          | 44          | 27          | 13          | 5           | 9           | 41          | 27          | +14         | 128es de finale     |
| 2016-2017   | 3e Oural-Povoljié | 3e          | 39          | 24          | 12          | 3           | 9           | 37          | 21          | +16         | Seizièmes de finale |
| 2017-2018   | 3e Oural-Povoljié | 2e          | 49          | 24          | 14          | 7           | 3           | 41          | 19          | +22         | 256es de finale     |
| 2018-2019   | 3e Oural-Povoljié | 9e          | 28          | 24          | 7           | 7           | 10          | 29          | 24          | +5          | 32es de finale      |
| 2019-2020   | 3e Oural-Povoljié | 2e          | 36          | 17          | 11          | 3           | 3           | 34          | 17          | +17         | 128es de finale     |
| 2020-2021   | 3e Groupe 4       | 3e          | 59          | 28          | 19          | 2           | 7           | 62          | 22          | +40         | 64es de finale      |
| 2021-2022   | 3e Groupe 4       | 2e          | 62          | 28          | 20          | 2           | 6           | 56          | 24          | +32         | 128es de finale     |
| 2022-2023   | 3e Groupe 4       | 4e          | 41          | 27          | 11          | 8           | 8           | 38          | 30          | +8          | 64es de finale      |
| 2023-2024   | 3e Argent         | 4e          | 26          | 18          | 7           | 5           | 6           | 19          | 16          | +3          | 64es de finale      |

## Entraîneurs
La liste suivante présente les différents entraîneurs du club depuis 1988.
- Vladimir Vasnev (1988-1990)
- Mirgarifan Chafigouline (1991-1992)
- Valeri Znarok (1993)
- Oleg Koudeline (1997-2000)
- Rafaïl Fazylov (2000)
- Boris Sinitsyne (février 2005-août 2005)
- Igor Lazarev (janvier 2006-juin 2006)
- Konstantin Galkine (janvier 2007-juillet 2009)
- Igor Lazarev (août 2009-janvier 2010)
- Boris Lavrov (janvier 2010-décembre 2010)
- Alekseï Petrouchine (janvier 2011-juin 2012)
- Igor Lazarev (juin 2012-juin 2016)
- Rouslan Ouzakov (juin 2016-juillet 2017)
- Mikhaïl Salnikov (juillet 2017-février 2018)
- Rouslan Ouzakov (février 2018-décembre 2018)
- Mikhaïl Salnikov (novembre 2018-)